# Mikojan-Gurevič MiG-17
Mikojan-Gurevič MiG-17 (rusko Микоян и Гуревич МиГ-17) (NATO oznaka: Fresco) (Kitajska:Šenjang J-5) (Poljska: PZL-Mielec Lim-5) je bil enomotorni reaktivni podzvočni lovec. Razvili so ga v poznih 1940ih v Sovjetski zvezi pri biroju Mikojan-Gurevič. Zgradili so čez 11 000 letal, ki so jih uporabljali v številnih državah po svetu.
MiG-17 so prvič bojno uporabili leta 1958 na Tajvanski ožini. Uporabljali so ga tudi v Vietnamski vojni.
MiG-17 je nadgrajena in izboljšana verzija predhodnika MiGa-15. Na izgled sta si letali zelo podobni. MiG-17 ima sicer novo, tanjše in bolj puščičasto krilo. MiG-15, ki so ga uporabljali v Korejski vojni, je bil tehnološko zelo napredno letalo in v nekaterih parametrih boljše letalo, kot ameriški North American F-86 Sabre. Kljub temu so v biroju začeli snovati njegovega naslednika. MiG-17 je postal eno izmed najbolj uspešnih podzvočnih letal in je bil še vedno efektivno orožje tudi pozneje, ko so se pojavili nadzvočni Mikojan-Gurevič MiG-19 in North American F-100 Super Sabre.

## Tehnične specifikacije (MiG-17F)
Specifikacije:
Podatki iz Combat Aircraft since 1945, MiG: Fifty Years of Secret Aircraft Design
Splošne karakteristike
- Posadka: One
- Dolžina: 11,26 m (36 ft 11½ in)
- Razpon kril: 9,63 m (31 ft 7 in)
- Višina: 3,80 m (12 ft 5½ in)
- Površina kril: 22,6 m² (243,3 ft²)
- Teža praznega letala: 3919 kg (8640 lb)
- Naložena teža: 5350 kg (11770 lb)
- Maks. vzletna teža: 6069 kg (13375 lb)
- Pogon letala: 1 × Klimov VK-1F turboreaktivni motor z dodatnim zgorevanjem
  - Potisk motorjev (suh): 22,5 kN (5046 lbf)
  - Potisk motorjev z dodatnim zgorevanjem: 33,8 kN (7423 lbf)

 Zmogljivost 
- Maks. hitrost: 1145 km/h (618 vozlov, 711 mph) at 3000 m (10000 ft)
- Doseg: 2060 km (1111 nmi, 1280 mi) z odvrgljivimi rezervoarji
- Višina leta: 16600 m (54450 ft)
- Hitrost vzpenjanja: 65 m/s (12800 ft/min)
- Obremenitev kril: 237 kg/m² (48 lb/ft²)
- Razmerje potisk/teža: 0,63

Oborožitev

- 1x 37 mm Nudelman N-37 top s 40 naboji
- 2x 23 mm Nudelman-Rikhter NR-23 topova, vsak z 80 naboji
- Do 500 kg (1100 lb) tovora na zunanjih nosilcih
  - (nekatere verzije imajo 3x NR-23 tope in 4x rakete K-13)[6][7]